# 小僧來參訪
《小僧來參訪》（日语：お参りですよ）是日本漫畫家山本小鐵子所繪製的BL漫畫，2012年起於日本海王社的《GUSH》雜誌開始連載，目前尚未完結，單行本出至第三冊，臺灣方面是由東立出版社代理發行。
由於同一雜誌原本已有《野蠻情人》持續連載，因此本作連載時，該期的野蠻情人會暫停連載。

## 故事概要
座落於鶯坂商店街盡頭的寺廟裡，有一位名叫優慈的和尚。

長相可愛漂亮，個性卻單純過頭的優慈，是商店街裡眾人的偶像。

優慈一直暗戀豆腐店的三男，個性大剌剌的三朗！

但是在某天夜里，喝醉的優慈竟然不小心向三朗告白了！

接着還發現有人在暗戀優慈的哥哥，那個空有美貌却一毛不拔的賢慈？

和尚兄弟的戀愛之路波濤洶湧！

## 角色介紹

### 美座 優慈（みざ ゆうじ）
第1回（第1冊）初登場，男性，22歲，鶯坂商店街光福寺的僧侶，賢慈的弟弟。身材纖瘦，長相漂亮，是商店街眾人的偶像。個性內向單純，不擅說謊，容易緊張臉紅，心情無法平靜時會在自家寺廟大堂不停念經。最介意自己自然捲的頭髮。
中學一年級時發現自己喜歡同性，因此一直以來都對外聲稱說要侍奉佛祖，終生單身。初戀是同年級的某人，後來喜歡上青梅竹馬的好朋友福智三朗，單戀多年。之後在首次參加商店街青年會活動時大醉，被送回家途中無意間向對方告白，目前與三朗交往中。

### 美座 賢慈（みざ せんじ）
第1回前篇（第1冊）初登場，男性，26歲，鶯坂商店街光福寺的僧侶，優慈的哥哥。個性嫌貧愛富，一毛不拔，一直夢想可以娶到富家千金。嘴巴惡毒但有話直說，向負責祈福的人家學習巴西柔術以防身。

### 福智 三朗（ふくち さぶろう）
第1回前篇（第1冊）初登場，男性，23歲，暱稱「小三」，鶯坂商店街福智豆腐店的三男，負責外送豆腐。個性冷淡，中學畢業後離開故鄉，進入都市裡的升學取向高中就讀，但多年後卻突然回家，表示要繼承家業。目前與優慈交往中，喜歡他的和服裝扮。

### 木村 善人（きむら よしと）
第2回前篇（第1冊）初登場，男性，暱稱「小善」，鶯坂商店街木村洗衣店的兒子。個性遲鈍，頭腦簡單，愛傻笑，有點被虐傾向。業務中有一部分是處理光福寺送洗的貼身襯衣，曾在一次送件時，獲得賢慈無意中的稱讚而陷入單戀，目前積極追求中。

### 渡 諒一（わたる りょういち）
第4回前篇（第2冊）初登場，男性，安德寺的住持，賢慈的大學同學暨前男友，後與大寺院的千金結婚。

## 補充

《小僧來參訪》日版第一冊安利美特限定版封面

- 第一冊在日本發行有「安利美特限定版」（Animate Limited），售價相同，但有雙封面（即多送一個外封，可以替換）。
- 為協助宣傳此一作品，主角美座優慈目前已兩次出現於同一雜誌連載作品《野蠻情人》的場景之中（第9話前篇、第12話前篇），木村善人則出現一次（第12話前篇），但都只是路人，沒有任何對白。
- 台灣中文版在翻譯第一冊時，於書名「小僧來參訪」的後面多加了（全），然而本書的相關篇章後來在日本仍持續連載，並未完結，因此是個錯誤，新版已修正。

## 出版書籍
| 卷數 | 海王社         | 海王社                 | 東立出版社    | 東立出版社             |
| 卷數 | 發售日期       | ISBN                   | 發售日期      | ISBN                   |
| ---- | -------------- | ---------------------- | ------------- | ---------------------- |
| 1    | 2012年10月10日 | ISBN 978-4-7964-0361-0 | 2013年2月19日 | ISBN 978-986-324-410-3 |
| 2    | 2014年3月10日  | ISBN 978-4-7964-0545-4 | 2014年7月9日  | ISBN 978-986-348-849-1 |
| 3    | 2014年11月10日 | ISBN 978-4-7964-0642-0 | 2015年5月20日 | ISBN 978-986-382-285-1 |
| 4    | 2015年10月10日 | ISBN 978-4-7964-0781-6 | 2016年3月30日 | ISBN 978-986-462-415-7 |
| 5    | 2016年10月8日  | ISBN 978-4-7964-0927-8 | 2017年6月9日  | ISBN 978-986-482-167-9 |
| 6    | 2017年10月10日 | ISBN 978-4-7964-1068-7 | 2018年11月7日 | ISBN 978-957-9652-84-1 |
| 7    | 2018年10月10日 | ISBN 978-4-7964-1205-6 | 2020年2月26日 | ISBN 978-957-26-4419-5 |
| 8    | 2019年10月10日 | ISBN 978-4-7964-1324-4 |               |                        |

## 備註
1. ↑  在日版漫畫之中，三朗（さぶろう）的暱稱「さぶちゃん」和「サブちゃん」同音，而「サブ」（sub）另有「代替者、候補者」的意思，所以在日文裡是有些微虧損之意的暱稱。臺版將此暱稱翻譯為「小三」，雖無日文的弦外之音，但在中文裡又另有「第三者」的雙關意義。過去的中文翻譯則喜歡把此一稱呼翻做「阿武」，而有此稱呼的角色卻又多半不是很勇猛的人，所以實際上均藏有虧損之意。
2. ↑   註:

## 外部連結
- 東立出版社 （页面存档备份，存于）
- （日語）海王社 （页面存档备份，存于）